# Tadorninae
Tadorninae (halfganzen) zijn een onderfamilie uit de familie Anatidae. In de Benelux komen drie soorten in twee geslachten voor.
- Geslacht Tadorna
  - Bergeend (Tadorna tadorna)
  - Casarca (Tadorna ferruginea)
- Geslacht Alopochen
  - Nijlgans (Alopochen aegypticus)

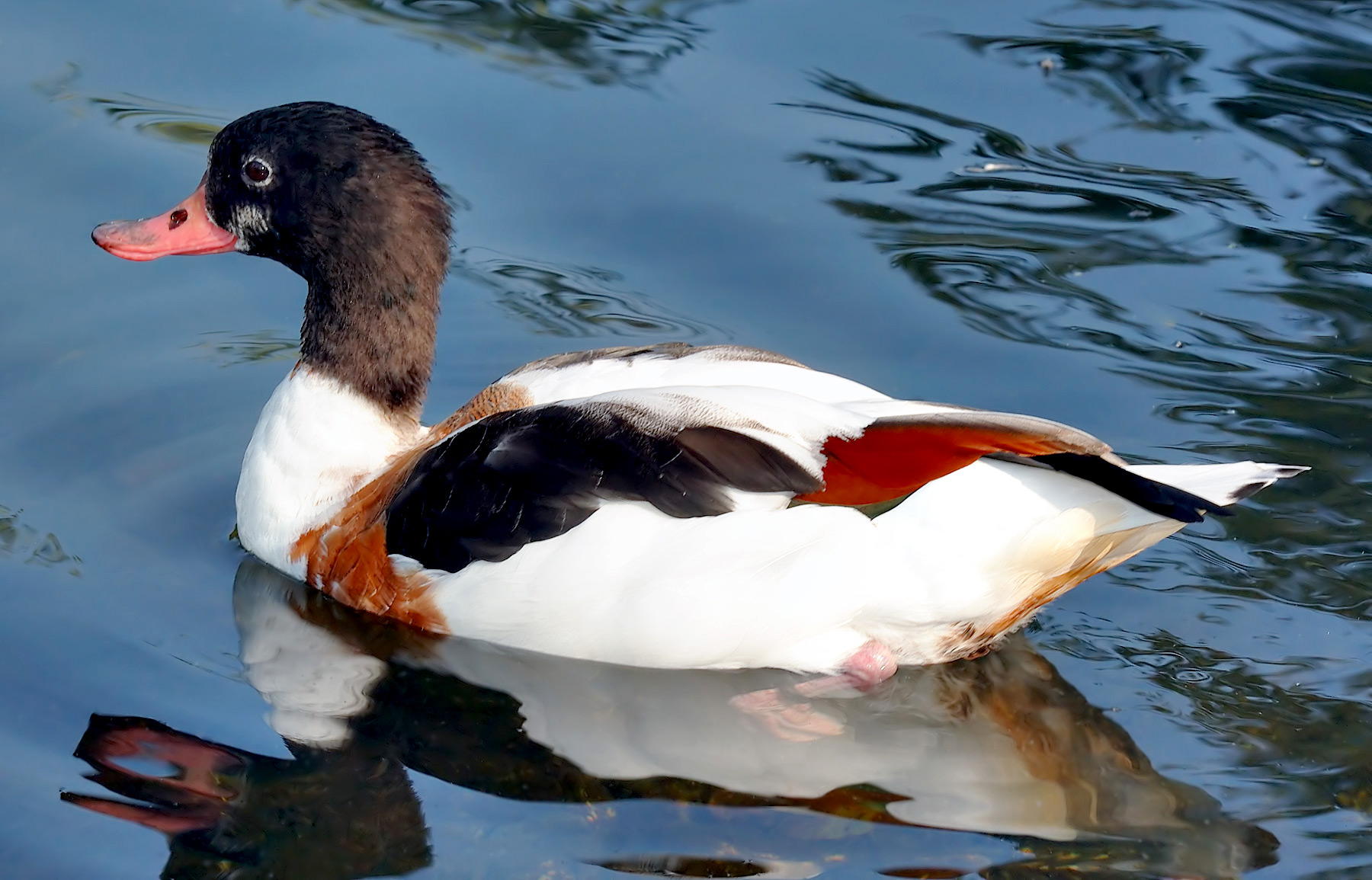
Bergeend
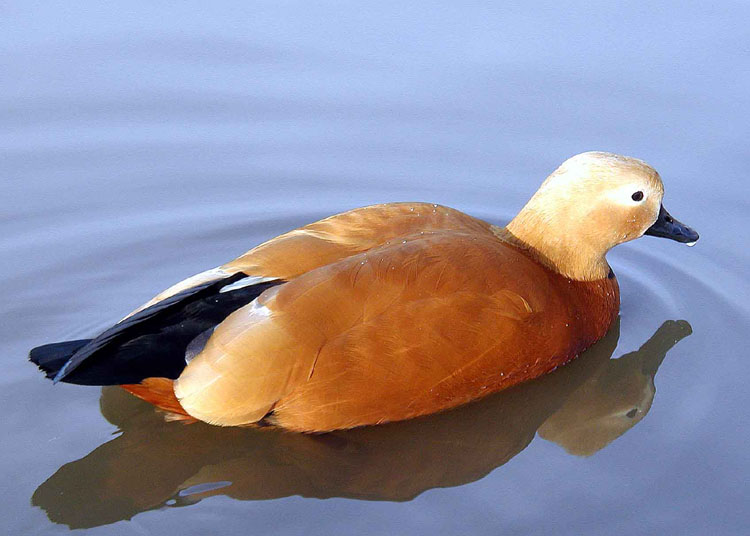
Casarca
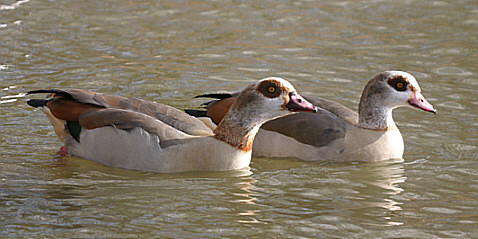
Nijlgans

Boomeenden (Dendrocygninae) · Witrugeend (Thalassorninae) · Zwanen en ganzen (Anserinae) · Stippeleend (Stictonettinae) · Spoorwiekgans (Plectropterinae) · Halfganzen (Tadorninae) · Grondeleenden en duikeenden (Anatinae) · Eiders, zee-eenden, zaagbekken, etc (Merginae) · Stekelstaarteenden (Oxyurinae)